# Томин, Николай Андреевич
Николай Андреевич Томин (16 декабря 1924 года, д. Ключи Уральской области — 23 мая 2002 года, Челябинск) — советский и российский педагог, деятель образования, доктор педагогических наук, профессор. Ректор Челябинского педагогического института.

## Биография
Родился в 1924 году на Урале в крестьянской семье. С детства работал. В 1942 году был зачислен курсантом в Ленинградское пехотное училище, которое было эвакуировано в Пермскую область. С 1943 года — на фронтах Великой Отечественной войны, командир роты миномётного взвода в составе 3-го Украинского фронта (37 гвардейская стрелковая дивизия, 174 гвардейский стрелковый полк). 31 декабря 1943 года получил тяжелое ранение, в госпиталях до марта 1945 года. Комиссован по инвалидности.
Высшее образование получил на физико-математическом факультете Челябинского педагогического института в 1949 году.
С 1949 по 1953 годы работал директором сельской школы в Чебаркульском районе Челябинской области. С 1953 по 1960 — директор школы в Челябинске.
В 1960 году перешел на работу в Челябинский педагогический институт, заведующим кафедрой общетехнических дисциплин. В 1964 году был назначен ректором института, проработал в этой должности до 1971 года. Во время нахождения у руля вуза при его непосредственном участи были построены студенческое общежитие и корпус физико-математического факультета, также было начато строительство спортивно-оздоровительной базы на берегу озера Чебаркуль. С 1971 года заведовал кафедрой педагогики.
В 1960 году защитил кандидатскую диссертацию на тему «Производственное обучение и производительный труд в школьных мастерских», в 1973 году защитил докторскую диссертацию на тему «Педагогические основы производительного труда школьников». В 1991 году получил звание профессора.
Является автором около 150 научных трудов, среди которых несколько монографий.
Награждён орденами Трудового Красного Знамени (1971), Красной Звезды (1945), «Знак Почета» (1984), медалью «За победу над Германией в Великой Отечественной войне 1941—1945 гг.» (1945) и другими.
Скончался в 2002 году в Челябинске.

## Труды
- Производительный труд учащихся в школьных мастерских. Ч., 1960;
- Производственное обучение в средней школе. Ч., 1962;
- Педагогические основы производительного труда школьников. Ч., 1965;
- Формирование воспитательных умений у будущих учителей. Ч., 1986;
- Теория и технология профессионального самоопределения школьников. Ч., 1998;
- Профессиональное самоопределение школьников: теория, практика, исследование (2001);
- Биопедагогическое обоснование трудовой, предпринимательской деятельности школьников (соавтор Н. Н. Гордеева). 2005.